# Okinawa Hontō
Okinawa Hontō (jap. 沖縄本島, dt. „Okinawa-Hauptinsel“; auch: Okinawa-jima, 沖縄島 ‚Okinawa-Insel‘; ryūkyū Uchinā in der Sprache Okinawas) ist die größte der Ryūkyū-Inseln und die Hauptinsel der zu Japan gehörenden Inselgruppe Okinawa. Als Insel des Ryūkyū-Inselbogens gehört Okinawa Hontō auch zu den Nansei-Inseln.
Naha ist die Hauptstadt der Präfektur Okinawa und mit 316.048 Einwohnern zugleich die größte Stadt auf Okinawa Hontō. Die gesamte Bevölkerung Okinawa Hontōs zählt rund 1,23 Millionen Menschen, einschließlich US-Soldaten und ihren Angehörigen. Damit leben etwa 84 Prozent der 1,46 Millionen Einwohner der Präfektur Okinawa auf Okinawa Hontō.
Die Insel wurde, wie die anderen Ryūkyū-Inseln, erst 1871 offiziell ein Teil des japanischen Staates. Bis dahin war sie das Zentrum des Königreichs Ryūkyū, das allerdings bereits mit der Satsuma-Invasion durch den Shimazu-Clan 1609 seine Unabhängigkeit verloren hatte.

## Geographie und Klima
Okinawa Hontō liegt zwischen 26° 5′ und 26° 53′ N und zwischen 127° 38′ und 128° 20′ O.  Sie liegt etwa 515 km von der Südspitze Kyūshūs und etwa 580 km von Taiwan entfernt.
Die Insel hat eine Länge von 106,6 km und eine Breite von 3,0 bis 31,2 km. Ihre Landfläche beträgt 1208,48 km².
Der südliche Teil der Insel, in dem sich unter anderem die Präfekturhauptstadt Naha befindet, ist äußerst dicht bebaut, während das nördliche Drittel der Insel vergleichsweise unberührt und dünn besiedelt ist. Dort liegt unter anderem das vom US-Militär zum Dschungelkampf-Training genutzte US Marine Jungle Warfare Training Center. Die Nordwestküste wird vom Quasi-Nationalpark Okinawa Kaigan (沖縄海岸) gesäumt.
Okinawa Hontō und die umliegenden Inseln liegen in der subtropischen Zone. Die Temperatur liegt im Jahresmittel bei 22,4 °C. Im Sommer sind 26 bis 28 °C, in den Wintermonaten 16 bis 18 °C normal, das Thermometer fällt nicht unter 10 °C. Etwa die Hälfte des Jahres fällt Regen, insgesamt über 2000 mm. Im Sommer und Herbst wird Okinawa regelmäßig von Taifunen heimgesucht.

## Flora und Fauna
Okinawa Hontō und die die Insel umgebenden Gewässer weisen eine erstaunliche Artenvielfalt auf, manchmal spricht man in diesem Zusammenhang daher sogar vom Galapagos Japans. Eine Reihe der auf Okinawa vorkommenden Arten findet man nirgendwo sonst. Bekannte endemische Arten sind beispielsweise der Okinawa-Specht (Sapheopipo noguchii) (ノグチゲラ, noguchigera), der zugleich Präfekturvogel der Präfektur Okinawa ist, und die erst vor relativ kurzer Zeit entdeckte Okinawaralle (Gallirallus okinawae) (ヤンバルクイナ, yanbarukuina), ein Kranichvogel, der lediglich im Landkreis Kunigami in der Yambaru-Waldgegend (山原) vorkommt. Die Okinawaralle und viele weitere Arten sind inzwischen durch „Landaufwertung“ und eingeschleppte Feinde vom Aussterben bedroht.
Große Aufmerksamkeit erfuhren vor wenigen Jahren die Dugongs, eine weltweit gefährdete und die einzige in Japan heimische Art von Seekühen, die in Japan lediglich in den Gewässern um Okinawa-Hontō heimisch sind. Ein Plan der japanischen Regierung sah vor, vor einem vor dem Ortsteil Henoko (Nago) gelegenen Korallenriff einen 1,5 mal 0,6 km großen Offshore-Heliport zu errichten, auf den die umstrittene Futenma-Airbase verlegt werden sollte. Genau dieses Korallenriff, dessen Gewässer vom japanischen Umweltministerium in die höchste Schutzklasse eingeteilt wurden, ist jedoch das wichtigste Habitat der Dugongs Okinawas. Auf die Verabschiedung der Pläne 1999 folgten jahrelange Proteste der Bevölkerung und von Umweltschützern. Ende 2005 wurde der Plan des Offshore-Heliports fallen gelassen. Ein neu aufgelegter, alter Plan sieht vor, die an der nahegelegenen Küste situierte US-Militäreinrichtung Camp Schwab ins Meer hinein auszubauen. Auch dieser Plan wird von der Bevölkerung abgelehnt, hat aber dennoch gute Chancen, innerhalb einiger Jahre umgesetzt zu werden.
Allerdings haben die US-Sperrgelände teilweise auch positive Auswirkungen auf die Natur Okinawas: Das ausgedehnte Gebiet des US Marine Jungle Warfare Training Center (Camp Gonsalves) der US-Streitkräfte, das sich im nördlichen Teil von Okinawa Hontō befindet, wird extensiv benutzt und ist daher ähnlich wie ein Naturschutzgebiet. Zum 15. September 2016 wurden 13.622 ha in der Yambaru-Region um das Camp Gonsalves und 3.670 ha des vorlagerten Meeresgebiets dem neu eingerichteten Yambaru-Nationalpark zugeordnet.
Auf Okinawa wurden anhand von Knochenfunden einige der ältesten sicher datierten Belege für die Anwesenheit des modernen Menschen (Homo sapiens) in Ostasien erbracht. Das am besten erhaltene Skelett trägt die Bezeichnung Minatogawa 1.

## Kultur und Sprache
Mit Okinawas Eingliederung in den japanischen Staat fanden auch japanische Traditionen ihren Weg nach Okinawa. So ist zum Beispiel – wie im übrigen Japan auch – hier die Kirschblüte ein wichtiges Ereignis, das von Festivals mit Musik, Tanz und Paraden begleitet wird. Während jedoch die landesweit verfolgte Kirschblütenfront erst Ende März an der Südspitze Kyūshūs beginnt, öffnen sich die Kirschblüten hier bereits Ende Januar. Die wichtigsten Orte auf Okinawa sind der Nago Central Park unterhalb der Überreste des Schlosses von Nago und der ebenfalls nahe Nago gelegene Berg Yaedake.
Das erst im Königreich Ryūkyū eingeführte und unter der Herrschaft des Shimazu-Clans ausgeweitete Waffenverbot führte auf Okinawa zur Entwicklung verschiedener Kampfkünste, die teilweise waffenlos, teilweise unter Verwendung von zu Waffen umfunktionierten Werkzeugen das Verbot umgingen. Erwähnenswert sind hier Karate, Kobudō und Tōde.
Da die auf Okinawa Hontō ursprünglich gesprochene Sprache, Okinawa oder Uchināguchi, insbesondere während der Besatzungszeit kaum an die Nachkommen weitergegeben wurde, wird sie heute nur noch von einem geringen Anteil der Bevölkerung, größtenteils älteren Menschen, fließend gesprochen. Allerdings gibt es auch im auf Okinawa gesprochenen Japanisch Unterschiede zum Standardjapanisch in Form von lokalem bzw. regionalem Vokabular. Es gibt geteilte Ansichten darüber, wie viele Ryūkyū-Sprachen es gibt und ob es sich auf der Inselgruppe Okinawa um verschiedene Sprachen oder verschiedene Dialekte handelt. Die wechselseitige Verständigung, die zwischen den hier gesprochenen Varietäten möglich ist, spricht allerdings dafür, sie als eine Sprache mit verschiedenen Varietäten zu behandeln. In den letzten Jahren verstärken sich die Bemühungen von Interessengruppen, die sich gezielt um den Erhalt und die Revitalisierung der Sprache Okinawas und damit verbundenen kulturellen Eigenheiten bemühen.
Im Rahmen eines regelrechten „Okinawa-Booms“ hielten in den letzten Jahren Kultur und Sprache Okinawas – wenn auch oft stereotypisiert – Einzug in Japans Popkultur, zum Beispiel in Form von tatsächlich oder scheinbar aus Okinawa stammenden Rock- und Popbands. Dazu gehören unter anderem die Künstler von Begin, Amuro Namie, Gackt, Da Pump und auch Orange Range.

## Sehenswürdigkeiten
Auf Okinawa liegen neun Standorte des UNESCO-Weltkulturerbes „Archäologische Stätten (Gusuku) des Königreichs der Ryukyu-Inseln“:
- Burg Shuri in Naha
- Katsuren-jo (Gusuku-Burgruine) (hier wurden 2016 römische Münzen gefunden[3])
- Burg Nakagusuku
- Burg Nakijin, Burgruine
- Sonohyan-Utaki
- Shikinaen-Garten
- Burg Zakimi
- Tamaudun-Mausoleum
- Sefa Utaki Felshöhle

Weitere touristische Attraktionen sind:
- Okinawa Churaumi Aquarium
- Sesoko-jima Strand bei Motobu

## Wirtschaft und Verkehr

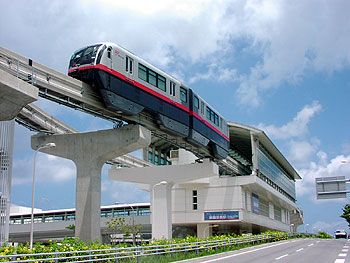
Die Einschienenbahn Naha

Von wirtschaftlicher Bedeutung ist auf Okinawa Hontō neben den US-Militäreinrichtungen, die vielen Menschen direkt und indirekt Arbeit geben, in zunehmendem Maße der Tourismus.
Auf den landwirtschaftlich genutzten Flächen Okinawas wird vorwiegend Zuckerrohr, Ananas sowie eine nach 1609 eingeführte, „Satsuma-Kartoffel“ genannte Süßkartoffelart angebaut.
Eisenbahnlinien, im übrigen Japan ein wichtiges Verkehrsmittel, gibt es seit der Schlacht von Okinawa nicht mehr, seit 2003 verbindet jedoch die Yuirail, eine knapp 13 km lange Einschienenbahn, den Flughafen mit Shuri, östlich von Naha. Die wichtigsten öffentlichen Transportmittel sind Busse und Taxis.
Der internationale Flughafen Naha verbindet Okinawa Hontō mit Taipeh, Hongkong, Shanghai und Seoul. Innerhalb Japans gibt es unter anderem Flugverbindungen nach Tōkyō, Ōsaka, Kagoshima, Nagasaki und Fukuoka.
Der Passagierverkehr per Fähre, früher wichtigstes Transportmittel von und nach Okinawa, ist mit dem Preisverfall bei Flugtickets stark zurückgegangen. Nicht mehr rentable Fährverbindungen wurden eingestellt. Schiffe sind jedoch nach wie vor für den Gütertransport von Bedeutung.

## Politische Lage
Die politische Lage auf Okinawa Hontō ist geprägt durch Spannungen, die durch das enge Zusammenleben der Bevölkerung mit den US-Truppen entstehen. Seit dem Zweiten Weltkrieg sind sie permanent auf Okinawa stationiert. Rund drei Viertel der US-amerikanischen Militärbasen und etwa die Hälfte aller US-Soldaten in Japan konzentrieren sich auf der Insel. Für die USA ist Okinawa Hontō als „unsinkbarer Flugzeugträger“ wegen der Nähe zu Taiwan und Nordkorea von großer geostrategischer Bedeutung. Trotz wiederholter Proteste der Bevölkerung ist daher nicht zu erwarten, dass die verwendeten Flächen – rund zehn Prozent der Insel – in absehbarer Zeit vollständig zurückgeben werden.
Das Problem spaltet Okinawa in Befürworter und Gegner. Regierungsvertreter und wirtschaftlich profitierende Einheimische wie Grundbesitzer, die Pachteinnahmen erzielen, sind am Fortbestand der Militäreinrichtungen interessiert. Dagegen wünschen sich große Teile der Bevölkerung von Okinawa Hontō, besonders Umwelt- und Friedensaktivisten, einen vollständigen Abzug der US-Truppen. Oft genannte Gründe sind Umweltverschmutzung von Land, Wasser und Luft, innerstädtischer Lärm, Unfälle, Gewalttätigkeiten und – insbesondere seit der Vergewaltigung einer 12-jährigen Schülerin 1995 – die von den Soldaten ausgehende Gefahr für Frauen und Mädchen.
Die japanische Regierung macht dabei Programme zur Wirtschaftsförderung von Entscheidungen in ihrem Sinne abhängig, um so die Bevölkerung für ihre Seite zu gewinnen. So gewährte die Regierung beispielsweise ihrem siegreich aus den Präfektur-Gouverneurswahlen hervorgegangenen Kandidaten, Keiichi Inamine, Mittel, die seinem Vorgänger und Gegner der US-Basen, Masahide Ōta, nach dessen Aussage verwehrt worden waren.
Im April 2006 erzielten Japan und die USA eine Übereinkunft bei den bereits seit Herbst 2005 diskutierten Plänen der Verlagerung eines Teils der Truppen. Von den rund 20.000 derzeit auf Okinawa stationierten Soldaten – vier der fünf Bereiche der US-Streitkräfte, die US Army, die US Navy, die US Air Force und das US Marine Corps unterhalten Stützpunkte – sollen bis zum Jahr 2014[veraltet] 8000 US Marines und 9000 Angehörige auf die zu Amerikanisch-Ozeanien gehörende Pazifikinsel Guam verlegt werden. Von den auf 10 Milliarden US-Dollar geschätzten Kosten wird Japan etwa 6 Milliarden, teilweise als Kredit, bereitstellen.